# Коцанський потік
Коцанський потік (словац. Kocanský potok) — річка в Словаччині; права притока Слатини довжиною 9.5 км. Протікає в окрузі Детва.
Витікає в масиві Явор'є на висоті 700 метрів. Протікає територією сіл Вигляшська Гута-Калинка і Слатинське Лази.
Впадає у Слатину на висоті 350.5 метра.